# Jean Chassagne

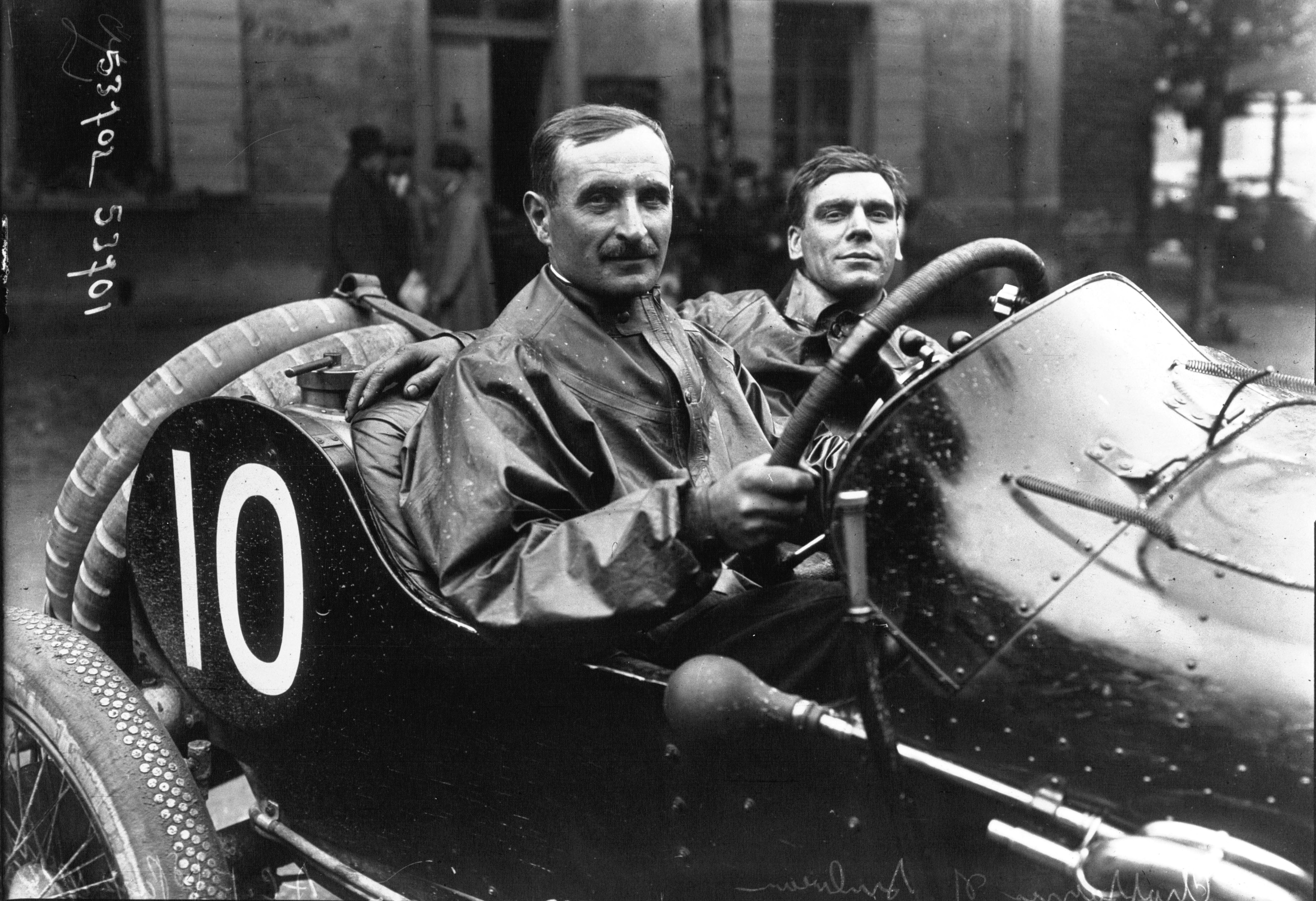
Jean Chassagne podczas Grand Prix Francji (1914)

Jean Chassagne (ur. 26 lipca 1881 roku w La Croisille-sur-Briance, zm. 13 kwietnia 1947 roku w La Croisille-sur-Briance) – francuski kierowca wyścigowy. Żołnierz francuskich sił powietrznych w czasie I wojny światowej.

## Kariera
W swojej karierze wyścigowej Chassagne poświęcił się startom w wyścigach Grand Prix, wyścigach samochodów sportowych oraz wyścigach Indianapolis 500. W 1913 roku stanął na najniższym stopniu podium Grand Prix Francji. Rok później zdobył pole position przed wyścigiem Indianapolis 500, jednak miał wypadek na 20 okrążeniu. Po wojnie, w 1920 roku uplasował się na czwartej pozycji w Indianapolis 500, a rok później nie osiągnął linii mety. Również w 1921 roku wystartował w Grand Prix Włoch, gdzie stanął na drugim stopniu podium. W 1922 w odniósł zwycięstwo w wyścigu Tourist Trophy organizowanym na wyspie Man. W latach 1925-1930 Francuz pojawiał się w stawce 24-godzinnego wyścigu Le Mans. W pierwszym sezonie startów odniósł zwycięstwo w klasie 3, a w klasyfikacji generalnej stanął na drugim stopniu podium. Dwa lata później znów był najlepszy. Tym razem jednak w klasie 2, plasując się jednocześnie na dziewiątym miejscu w końcowej klasyfikacji kierowców. W późniejszych latach jako członek ekipy Bentleya startował w klasie 5. W latach 1928-1929 dojeżdżał do mety odpowiednio na piątej i trzeciej pozycji w swojej klasie.